# MOOD (八代亜紀のアルバム)
『MOOD』（ムード）は、2001年11月21日に発売された八代亜紀のスタジオ・アルバムである。

## 概要
本作はポップ・アルバムでありオリジナルを含む様々な曲が収録され、中でも自身のヒット曲のセルフカバー「愛を信じたい」「舟唄」の2曲には大胆なアレンジが為されている。2010年1月25日にオンデマンドCDで再発された。2013年1月23日にはボーナス・トラックを3曲追加した「MOOD (+3)」が配信限定で発売された。

## 収録曲
1. 愛を信じたい
作詞：秋元康
作曲：中崎英也
編曲：佐々木康綱
2. イン ザ スターライト
作詞：森雪之丞
作曲：南佳孝
編曲：BE THE VOICE
3. FLY ME TO THE MOON
4. おいしい水
作詞：藤井千夏
作曲：平沢厚士
5. FUSIGI
作詞：一倉宏
作曲・編曲：鈴木智文
6. あなたとふたり
作詞：大貫妙子
作曲：平沢厚士
編曲：平沢厚士 ・佐々木康綱
7. UNCHAINED MELODY
8. 舟唄
9. SWEET LOVE
作詞・作曲・編曲：Ray Hayden
10. My 30s Love 〜ひとりの時も恋が私を幸せにしてくれる〜
作詞：森雪之丞
作曲・編曲：大澤誉志幸
11. Don't Cry
作詞・作曲・編曲：EBBY
12. 生まれ変わる朝
作詞：八代亜紀
作曲・編曲：長谷川智樹
13. AKI'S HOLY NIGHT
作詞：かの香織
作曲・編曲：大澤誉志幸

### +3 / ボーナス・トラック
1. 白い花
2. 魅惑
3. 生まれ変わる朝（VOICE ver）